# Nanotoxicología
La nanotoxicología es el estudio de la toxicidad de los nanomateriales, nanopartículas y nanocomposites. Debido a los efectos cuánticos del pequeño tamaño y la gran superficie en relación con el volumen, los nanomateriales tienen propiedades únicas en comparación con sus propiedades cuando son más grandes.
Los nanomateriales, incluso cuando se hacen de elementos inertes como el oro, se vuelven muy activos en dimensiones nanométricas. Los estudios nanotoxicológicos tienen por objeto determinar si son perjudiciales, y en qué medida estas propiedades pueden ser una amenaza para el medio ambiente y para los seres humanos.

## Toxicología de las nanopartículas
Las nanopartículas comprenden tamaños inferiores a los 100 nm de diámetro (aproximadamente), y pueden ser divididas en nanopartículas derivadas de combustión (como el hollín del diesel), nanopartículas fabricadas (como los nanotubos de carbono) y nanopartículas de origen natural (de las erupciones volcánicas, química atmosférica, etc). Las nanopartículas típicas que se han estudiado son: el dióxido de titanio, alúmina, óxido de zinc, negro de carbón, y los nanotubos de carbono, y los "nano-C60".
Algunas nanopartículas parecen ser capaces de trasladarse de su sitio de deposición a sitios distantes, tales como la sangre y el cerebro. Esto ha dado lugar a un cambio radical en la forma de ver a la sustancia xenobiótica en esta subdivisión de la toxicología. Por ejemplo, en lugar de limitarse a los pulmones, las nanopartículas no solo pueden provocar alguna inflamación local, sino que pueden traspasar los alveolos de los mismos y pasar al torrente sanguíneo, y de allí puede ir a cualquier parte del cuerpo. El pulmón se compone de dos partes bien diferenciadas: vías aéreas (transportan el aire hacia dentro y fuera de los pulmones) y los alvéolos (áreas de intercambio de gases muy irrigadas sanguíneamente). Las vías respiratorias son una barrera relativamente robusta, ya que un epitelio, protegido con una capa viscosa de mucosidad, impide que haya contacto de los gases que entran (y demás partículas en suspensión) con el torrente sanguíneo. En el área de intercambio de gases, la barrera entre la pared alveolar y los capilares, es muy delgada. El aire en el lumen de los alvéolos es sólo 0,5 micras de distancia del flujo de sangre. La gran área superficial de los alvéolos y el intenso contacto aire-sangre en esta región hace que los alvéolos estén menos protegidos contra los daños medioambientales si se compara con las vías respiratorias.
La nanotoxicología ha revolucionado la toxicología, ya que además de efectos locales como la mayoría de tóxicos, puede llegar a sitios insospechados antes, debido al pequeño tamaño que tienen.

## Toxicidad de las nanopartículas frente a las micropartículas
Los estudios toxicológicos han demostrado un aumento de la toxicidad de las nanopartículas (<100 nm) en comparación con las micropartículas (<100 µm) de la misma composición, lo que ha aumentado la preocupación por el impacto en la salud humana de estas partículas de tamaño nanométrico. Sin embargo, si esto es verdad para una amplia gama de partículas, cuando difiere la composición química no es tan claro.
Uno de los parámetros que se usan para medir la calidad del aire (entre otros muchos) es la cantidad de partículas en suspensión: el PM10, es decir el contenido total de partículas de tamaño inferior a 10 µm, que corresponden a todo el rango de partículas finas pequeñas, denominadas «partículas inhalables». Estas se han asociado con una amplia gama de efectos sobre la salud, tales como enfermedades respiratorias (aumento de casos de asma), así como cáncer y enfermedades cardiovasculares.
Cualitativamente las partículas individuales se clasifican como:
- Gruesas, las de diámetros superiores a 2,5 µm.
- Finas, las de diámetros inferiores a 2,5 µm.
- Ultrafinas, las de diámetros inferiores a 100 nm.

Últimamente ha habido un mayor enfoque sobre las partículas en suspensión más pequeñas, llamadas partículas ultrafinas, o nanopartículas. Estas partículas no contribuyen mucho a la masa total de partículas en el aire, pero dominan totalmente en número. Las partículas ultrafinas también se han asociado con los resultados de salud antes mencionados pero se consideran potencialmente mucho más peligrosas que las partículas finas, aunque en algunos estudios puntuales esto no es del todo concluyente.
Las partículas micrométricas y las partículas ultrafinas a menudo difieren en su composición química. Sin embargo, las partículas ultrafinas pueden ser más tóxicas, como se sugieren en estudios de toxicidad pulmonar utilizando ratas, donde estas partículas producen mayor respuesta inflamatoria, en comparación con las partículas más grandes de la misma sustancia química. Esta respuesta inflamatoria se debe al ataque por parte de los macrófagos a las nanopartículas que se adhieren a la superficie pulmonar. Probablemente, al no poder fagocitar todas las nanopartículas, se produce un estrés oxidativo que hace que los macrófagos liberen los mediadores inflamatorios que producen dicha inflamación.

## Vías de exposición

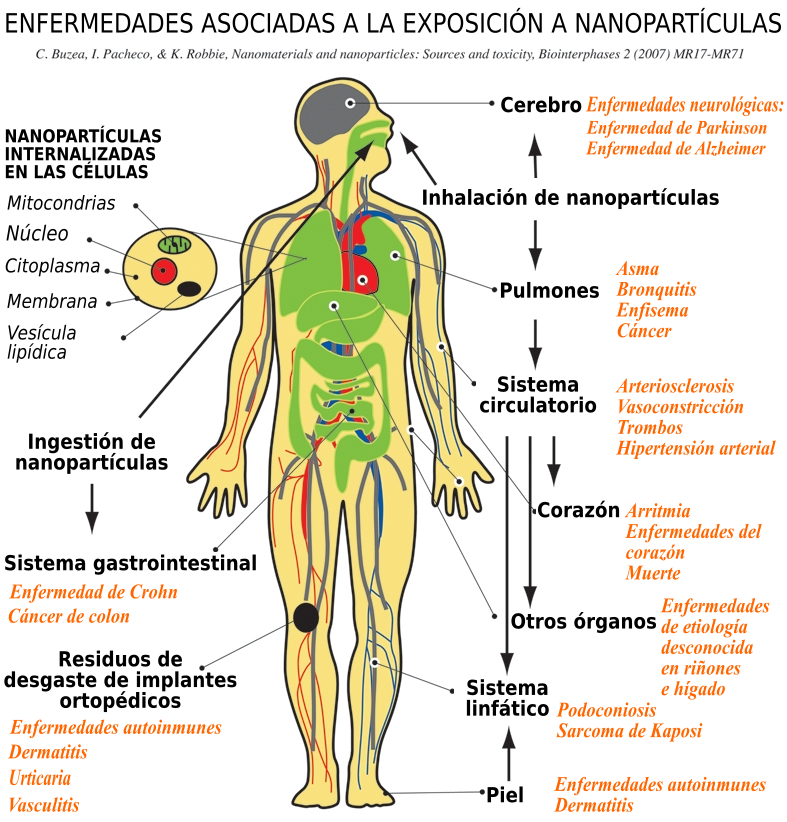
Vías de exposición a nanopartículas y enfermedades asociadas sugeridas por estudios epidemiológicos, in vivo e in vitro.

Las vías de entrada de las sustancias químicas en el organismo difieren en situaciones de exposición diversas. En el entorno industrial, la vía principal es la inhalación. La vía transdérmica es importante pero tiene menor trascendencia que la ingestión de sustancias.
Las vías de ingreso al organismo de estas sustancias xenobióticas son:

### Respiratoria
Es la más común y la mayor, los contaminantes llegan rápidamente al organismo a través de los pulmones y luego al resto del cuerpo por medio del torrente sanguíneo. Debemos tener presente que no solo una sustancia en estado gaseoso puede ser inhalada, también pueden ser líquidos (aerosoles) y sólidos (polvo en suspensión), para evitar el ingreso de este agente al organismo se deben utilizar protectores respiratorios con un filtro adecuado al agente contaminante.

### Digestiva
Podemos ser afectados no solo por ingerir directamente el producto sino por otros elementos contaminados los cuales llevamos a la boca y nariz.

### Cutánea
Se produce en el momento que ingresan los contaminantes por los poros y estos a su vez llegan al torrente sanguíneo. Los efectos no necesariamente se presentarán de forma inmediata (estado de latencia), se debe tener especial cuidado cuando se produce una lesión con algún elemento contaminado ya que de esta forma el agente tiene acceso directo a nuestro organismo, la piel deja de ser nuestra capa protectora que además hace daño a nuestro organismo.

## Peligros de contaminación

### Inhalación
La vía más sencilla de contaminarse con las nanopartículas, al entrar por la nariz, eventualmente van a llegar a los pulmones, en los cuales las nanopartículas van a atravesar el epitelio pulmonar e introducirse al flujo sanguíneo y llegar a otras zonas y órganos. Estas nanopartículas se pueden depositar en cualquier parte de nuestro cuerpo, esto dependerá de su naturaleza química lo cual definirá su afinidad para buscar un
sitio donde reaccionar o donde adherirse, su naturaleza química efectuara diferentes daños los cuales pueden ser leves o muy graves.

### Ingestión
Puede suceder cuando se toca una superficie contaminada con nanopartículas y se lleva la mano a la boca, también se puede ingerir algún alimento o bebida que previamente fue contaminado. Las partículas que se inhalan son eliminadas por la escalera mucociliar y se tragan, por lo que llegan al estómago y estas atraviesan el tejido del estómago y pueden llegar al torrente sanguíneo alcanzando otros órganos.

### Dérmica
La piel es un buen aislante contra adsorción de las nanopartículas, si presenta una herida se puede llegar a presentar una exposición directa pero esta exposición será en menor proporción que la inhalación, sabiendo esto, debemos de evitar esta exposición a las nanopartículas y se les debe evitar; aunque la exposición sea menor, el daño puede verse reflejado en el perímetro de la herida o del contacto con un reactivo.

### Otras formas
Otra vía común por la cual las nanopartículas se pueden introducir al cuerpo es de manera accidental, cuando te picas un parte de tu cuerpo con una aguja, cortarse o lesionarse la piel de otras maneras.
También se puede ser vulnerable a la exposición de nanopartículas por medio de:
·  Eliminación de excrementos de los pacientes a los que se les suministra el fármaco.
·  Vertidos de nanomateriales.
·  Manipulación de objetos contaminados con nanomateriales.
·  Consumo de alimentos que estuvieron en contacto con nanofármacos.
·  Por la limpieza y mantenimiento de zonas en las que se manipula las nanopartículas.
En otra área en el uso de las nanopartículas dentro de la medicina, se pueden dar ocasiones de exposición en los procedimientos dentales y quirúrgicos que contengan nanopartículas y sean:
· Operaciones de lijado.
· Taladrado.
· Devastado.
· Pulido de materiales
Un ejemplo puede ser el tratamiento de caries dentales, el cual se hace con la aplicación de empastes que incluyen nanomateriales como empastes cerámicos que se ajustan a la fisiología lijando la superficie con instrumental de alta velocidad. Como se está lijando, las nanopartículas salen dispersándose en el aire y se inhalan dando así una exposición para la salud humana.

## Uso en el sector salud
Las personas que tiene una gran probabilidad de contaminarse con las nanopartículas son los encargados de administrarlas o de prepararlas, como se ha explicado, pueden entrar de diferentes maneras y se corre un riesgo potencial. 

### Prevención
Para minimizar el riesgo de contagio y de exposición de las nanopartículas con cualquiera de las formas antes mencionadas, es necesario cumplir con las indicaciones de seguridad de un laboratorio. 
Para la manipulación de nanopartículas se deben de usar: 
· Guantes
· Lentes de seguridad
· Bata de algodón
· Cubre bocas
· Tener la ventilación del laboratorio activada en todo momento
· Conocer las sustancias que se están trabajando así
como sus propiedades.
· Métodos y dispositivos para reconocer los nanomateriales así como conocer su nivel de exposición en el ambiente de trabajo.
· Conocer las áreas donde se trabajan estos materiales y ubicarlos en una zona recluida donde solo puedan entrar personas autorizadas y preparadas para trabajar con estos materiales.

## Nanopartículas tóxicas para el cuerpo humano

### ·  Nanomateriales de carbono
Algunas especies de nanomateriales estructurados por carbono pueden causar problemas pulmonares, similares a los trastornos producidos por el amianto.

### · Dendrímeros
Este tipo de materiales tiene una gran aplicación en el terreno farmacéutico como la aplicación de medicamentos contra el cáncer, sin embargo su uso está restringido debido a su inherente toxicidad.
Existen casos en los que la exposición a dendrímeros ocasiona dermatitis de contacto similar a eritema multiforme.

### ·  Nanopartículas de plata
Según estudios de la ENRHES, el consumo de las nanopartículas de plata representa un gran riesgo para la salud humana, sin embargo estos estudios realizados a cerca del tema de toxicidad se encuentran aún en fases iniciales, razón por la cual se solicitó al Comité Científico de Riesgos Sanitarios Emergentes y Recientemente Identificados de la UE un dictamen acerca de los efectos que la nanoplata tiene sobre la salud y el medio ambiente, así como su resistencia antimicrobiana.
Actualmente existe una gran inquietud porque en dosis elevadas, las nanopartículas de plata pueden tener efectos en la salud, como edema pulmonar o manchas en la piel, del mismo modo las personas que tienen una exposición prolongada a estas nanopartículas de plata, presentan reacciones como argiria o argirosis (es decir, decoloración gris o azul grisáceo, o pigmentación negra, de la piel, las uñas, los ojos, las membranas mucosas o los órganos internos producida por depósitos de plata), enfermedades que son irreversibles. Este tipo de efectos preocupa a muchos, debido a que actualmente se utilizan las nanopartículas de plata como agente antibacteriano en vendas para proteger heridas y quemaduras graves, así como otros productos de asistencia sanitaria.
Otros aspectos inquietantes, son la creciente resistencia de los microorganismos anteriormente mencionados y el hecho que según estudios realizados en ratas, se documentó la capacidad de las nanopartículas de plata para llegar al cerebro a través de las vías respiratorias altas.

### · Nanopartículas de oro
Las nanopartículas de oro representan un riesgo para la salud debido a en algunos estudios realizados con ratones, se observó la acumulación de nanopartículas áuricas en pulmones y riñones al momento en el que son inhaladas.

### · Dióxido de titanio (TiO2)
Según datos de la CIIC se clasifica a las nanopartículas de TiO2 como posible cancerígeno humano, la NIOSH recomendó un límite de exposición dependiendo de su tamaño: 0,3 mg/m³ para nanopartículas de TiO2 (< 100 nm), frente a 2,4 mg/m³ para partículas finas (> 100 nm).
Lentes de seguridad
Bata de algodón
Cubre bocas
Tener la ventilación del laboratorio activada en todo momento

## Distribución por el cuerpo humano
El tamaño extremadamente pequeño de los nanomateriales implica que puedan entrar en el cuerpo humano más fácilmente que las partículas de mayor tamaño. Cómo se comportan estas nanopartículas dentro del cuerpo sigue siendo una cuestión importante que necesita ser resuelta. En principio, un gran número de partículas podría sobrecargar los fagocitos del cuerpo, las células que ingieren y destruyen la materia extraña, iniciando así las reacciones de estrés oxidativo que conducen a la inflamación y debilitan las defensas del cuerpo contra otros patógenos. Además de las preguntas sobre lo que sucede si las nanopartículas no biodegradables o degradables poco a poco se acumulan en los órganos del cuerpo, otra preocupación es la posible interacción o interferencia con los procesos biológicos en el interior del cuerpo. Debido a su gran área superficial, las nanopartículas, cuando se exponen a los tejidos y líquidos, se adsorben inmediatamente sobre casi cualquier superficie. Esto puede, por ejemplo, afectar a los mecanismos de regulación de las enzimas y otras proteínas.
Los nanomateriales son capaces de atravesar las membranas biológicas y acceder así al interior de las células, tejidos y órganos, cosa que las partículas de mayor tamaño normalmente no pueden. Los nanomateriales pueden tener acceso al torrente sanguíneo a través de la inhalación o ingestión (atravesando los alveolos o las microvellosidades intestinales). Algunos de los nanomateriales pueden atravesar la piel, e incluso las micropartículas grandes pueden penetrar la piel cuando se flexiona. La piel de un ser humano adulto es de aproximadamente 1,5 m² de superficie, y en la mayoría de los lugares está cubierta con una primera barrera relativamente gruesa (10 micras) que se construye con células muertas fuertemente queratinizadas. Esta primera barrera es difícil de pasar por los compuestos iónicos así como moléculas solubles en agua, de tal forma, que el principal problema del contacto de nanomateriales con la piel no es su absorción (no muy frecuente), sino que por contacto con la nariz y boca pueden introducirse al sistema respiratorio o digestivo. Aun así, la exposición dérmica a nanopartículas se produce regularmente mediante el uso de productos de protección solar; por ejemplo, nanopartículas de TiO2 y ZnO, que están a menudo recubiertas para minimizar su reactividad manteniendo al mismo tiempo sus propiedades de absorción UV.
Una vez en el torrente sanguíneo, los nanomateriales pueden ser transportados alrededor del cuerpo y ser absorbido por los órganos y tejidos, incluyendo el cerebro, corazón, hígado, riñones, bazo, médula ósea y el sistema nervioso. Esta distribución depende totalmente de las propiedades superficiales de las nanopartículas. Además, si se revisten o protegen las nanopartículas con distintos tensioactivos (incluso la concentración de estos últimos puede influir totalmente en su distribución), pueden hacer que las nanopartículas se dirijan a un órgano específico, o que los macrófagos no las reconozcan como cuerpos extraños, o todo lo contrario: que se reparta homogéneamente o que los macrófagos ataquen esas nanopartículas eliminándolas del torrente sanguíneo. Los nanomateriales han demostrado ser tóxicos para los tejidos y cultivos celulares humanos, lo que resulta en aumento de estrés oxidativo, la producción de citoquinas inflamatorias y la muerte celular. A diferencia de las partículas más grandes, los nanomateriales pueden ser absorbidos por las células de la mitocondria y el núcleo de la célula. Los estudios demuestran el potencial de los nanomateriales para causar mutaciones del ADN e inducir daños estructurales a las mitocondrias, incluso con resultado de muerte celular.

## Retos actuales para la evaluación toxicológica y seguridad de los nanomateriales
Hay muy poca información disponible sobre la seguridad de los nanomateriales manufacturados: nanopartículas, nanofármacos, nanotubos, nanohilos, derivados de fullereno, y otros materiales a nanoescala.
Podrían surgir efectos perjudiciales por el uso de la nanotecnología como resultado de la composición química de las nanopartículas, las características de los productos hechos de ellos, o los aspectos de los procesos de fabricación que se utilizan para generarlos. La gran área superficial y la reactividad asociada de algunas nanopartículas pueden facilitar el transporte amplio en el medio ambiente como consecuencia de una mayor persistencia, o pueden afectar los sistemas biológicos de las interacciones con el material celular. En el caso de los nanomateriales, el tamaño importa, y podría facilitar y exacerbar efectos causados por la composición de los propios materiales.
El principal problema de los nanomateriales manufacturados es la homogeneidad en tamaño, composición química… Es más fácil que estos nanomateriales formen agregados y/o se acumulen en el organismo de las personas expuestas a ellos.

### Evaluación de la toxicidad por vía inhalatoria
Una mejor comprensión del comportamiento de los nanomateriales en el aire es crítica para el desarrollo de evaluaciones precisas de exposición. Hay datos considerables de la generación de aerosoles, la distribución y la deposición de las nanopatículas, pero se sabe muy poco acerca de la disposición y el destino de las nanopartículas en el cuerpo.
Una vez depositadas, las nanopartículas pueden atravesar las membranas biológicas y acceder a los tejidos que normalmente no estarían expuestos a partículas más grandes, mientras que los agregados de nanopartículas probablemente estarían sujetos a los mecanismos normales de ataque de los macrófagos.

### Evaluación de la toxicidad por vía dérmica
La piel es un órgano complejo y dinámico que tiene varias funciones, la principal: actuar de barrera al ambiente externo. La piel es el órgano más grande del cuerpo y es uno de los portales principales de entrada por la que los tóxicos ambientales o nanomateriales pueden introducirse en el cuerpo. La piel se compone de la epidermis y la dermis, y su principal protección contra la penetración percutánea de los productos químicos es proporcionado por la capa epidérmica superior, el estrato córneo (una densa estructura de células muertas incrustadas en una región lipídica). En la actualidad, no hay información sobre si las nanopartículas pueden ser absorbidos a través de la barrera del estrato córneo o si las partículas de administración sistémica pueden acumularse en el tejido dérmico. La capacidad de los nanomateriales para atravesar la piel es un factor determinante de su potencial dermatotóxico.
Una de las decisiones más importantes que se plantean para la evaluación de la absorción de la piel y la toxicidad de los nanomateriales por esta vía es: cómo llevar a cabo los experimentos. Los estudios in vivo en ratas o preferiblemente en piel de cerdo (ya que es anatómica, fisiológica y bioquímicamente similar al hombre) sería lo ideal. Sin embargo, existen limitaciones en la obtención de la cantidad y la calidad de algunos nanomateriales para llevar a cabo estudios in vivo. Por lo tanto, en algunos casos puede ser mejor para estudiar sus interacciones in vitro con el fin de estimar la dosis inicial in vivo de toxicidad. En última instancia, el diseño experimental de estos estudios deben tener en cuenta el hecho de que la absorción de los nanomateriales no puede ser similar a la absorción química, porque las nanopartículas están hechas de diferentes materiales, y son de diferentes tamaños; y además, las nanopartículas se presentan en muchas formas, incluidos los tubos simples o de doble pared, cristales, y esferas, y se preparan en diferentes vehículos. Todas estas propiedades afectarán la manera en que puede atravesar el estrato córneo.